# Les Rues-des-Vignes
Les Rues-des-Vignes è un comune francese di 740 abitanti situato nel dipartimento del Nord nella regione dell'Alta Francia.

## Storia

### Simboli
Il comune, creato ufficialmente l'8 gennaio 1930 dal distacco della frazione di Les Rues-des-Vignes dal comune di Crèvecœur-sur-l'Escaut, riprende il blasone della famiglia Creton de Revelon (d'azzurro, alla croce di Sant'Andrea d'oro, accantonata da quattro stelle dello stesso), ramo dell'illustre casata dei Creton d'Estourmel i quali portavano uno scudo di rosso, alla croce dentata d'argento.

## Società

### Evoluzione demografica
Abitanti censiti